# Haltern am See
Haltern am See (do 2001 Haltern) – miasto w Niemczech, w kraju związkowym Nadrenia Północna-Westfalia, w rejencji Münster, w powiecie Recklinghausen. Leży nad rzeką Lippe. Według danych na rok 2010 liczy 37 763 mieszkańców.

## Historia
Założone ok. 12 p.n.e. przez Rzymian jako obóz wojskowy.
24 marca 2015 roku w katastrofie lotu Germanwings 9525 lecącego z Barcelony do Düsseldorfu zginęło 16 uczniów i 2 nauczycielki z Gimnazjum im. Josepha Königa w Haltern am See, którzy przebywali w Hiszpanii w ramach wymiany szkolnej.

## Osoby związane z Haltern am See
- Benedikt Höwedes – urodzony w Haltern am See niemiecki piłkarz grający na pozycji środkowego obrońcy. Mistrz świata w 2014.
- Christoph Metzelder – urodzony w Haltern am See były niemiecki piłkarz grający na pozycji obrońcy.

## Współpraca
Miejscowości partnerskie:
- Biały Bór, Polska
- Góra Świętej Anny, Polska
- Klietz, Saksonia-Anhalt
- Rochford, Anglia
- Roost-Warendin, Francja
- Sankt Veit an der Glan, Austria
- Unterbreizbach, Turyngia